# Austrodomus oxoniensis
Espèce
Synonymes
- Katumbea oxoniensis Cooke, 1964

Austrodomus oxoniensis est une espèce d'araignées aranéomorphes de la famille des Prodidomidae.

## Distribution
Cette espèce est endémique de la région de Kigoma en Tanzanie,. Elle se rencontre vers Katumbi.

## Description
La femelle holotype mesure 3,58 mm.
La femelle décrite par Rodrigues et Rheims en 2020 mesure 3,50 mm.

## Systématique et taxinomie
Cette espèce a été décrite sous le protonyme Katumbea oxoniensis par Cooke en 1964. Elle est placée dans le genre Austrodomus par Rodrigues et Rheims en 2020.

## Publication originale
- Cooke, 1964 : « A revisionary study of some spiders of the rare family Prodidomidae. » Proceedings of the Zoological Society of London, vol. 142, no 2, p. 257-305.